# Eichstätt (Pfeffenhausen)
Eichstätt ist eine Einöde im Markt Pfeffenhausen im niederbayerischen Landkreis Landshut in Deutschland.

## Lage
Die Einöde liegt inmitten des Hopfenanbaugebietes Hallertau drei Kilometer südwestlich von Pfeffenhausen. 

## Geschichte
Die Anlage war schon 1520 als Wirtschaftshof von Kloster Ebersberg vorhanden. In der Mitte des 18. Jahrhunderts war das St. Sebastiansstift von Ebersberg ihr Besitzer. Der Name des Gehöfts war damals „Weinzierl“, was möglicherweise darauf hinweist, dass vor dem Hopfen hier Wein angebaut wurde. Eichstätt besitzt 50 Hektar (ha) Eigenland, wovon 45 ha Ackerland und fünf Hektar Wald sind. 7,2 ha tragen Hopfengärten. Als Marktfruchtbetrieb gehört Eichstätt bereits zu den hopfenanbauenden Großbetrieben. 
1860 bewohnten die Einöde 17, 1970 acht Personen.

## Kapelle
In Eichstätt steht eine kleine, St. Blasius geweihte spätgotische Kirche, die wohl in der zweiten Hälfte des 15. Jahrhunderts als Filialkirche von Oberhatzkofen errichtet wurde. Ihr Blankziegelbau ist ein gutes Beispiel für die Landshuter Backsteingotik.